# Letis vultura
Letis vultura är en fjärilsart som beskrevs av Druce 1890. Letis vultura ingår i släktet Letis och familjen nattflyn. Inga underarter finns listade i Catalogue of Life.